# Margites mimeticus
Margites mimeticus là một loài bọ cánh cứng trong họ Cerambycidae.